# مونو (برمجة)
مونو (Mono) هي منصة برمجية مفتوحة المصدر مصممة لتمكن المطورين من بناء تطبيقات برمجية متعددة المنصات بسهولة. وهي تمثيل لإطار عمل دوت نت (الذي تطوره مايكروسوفت) مبني على معايير ECMA الخاصة بسي شارب #C ووقت التنفيذ المشترك للغات.